# Jeorjos Ralis
Jeorjos Joanu Ralis (gr. Γεώργιος Ιωάννου Ράλλης; ur. 26 grudnia 1918 w Atenach, zm. 15 marca 2006 tamże) – grecki polityk i prawnik, parlamentarzysta, minister, w latach 1980–1981 przewodniczący Nowej Demokracji i premier Grecji.

## Życiorys
Pochodził z rodziny o politycznych tradycjach. Jego dziadkiem był kilkukrotny premier Dimitrios Ralis. Jego ojciec, Joanis Ralis, kierował ostatnim rządem kolaborującego z Niemcami w trakcie II wojny światowej Państwa Greckiego.
Jeorjos Ralis ukończył studia prawnicze na Uniwersytecie Narodowym im. Kapodistriasa w Atenach. Brał aktywny udział w wojnie grecko-włoskiej, służył również w wojsku w trakcie wojny domowej. Zaangażował się w działalność polityczną w ramach Partii Ludowej, dołączając później do jej następczyń tworzonych przez Aleksandrosa Papagosa i Konstandinosa Karamanlisa. W 1950 po raz pierwszy uzyskał mandat poselski. Z powodzeniem ubiegał się o reelekcję w kolejnych wyborach z wyjątkiem 1958. Pozostawał wtedy poza partią po konflikcie na tle reformy prawa wyborczego. Powrócił jednak po kilku latach do Narodowej Unii Radykalnej, odnawiając z jej ramienia w 1961 mandat deputowanego.
W latach 50. i 60. pełnił różne funkcje rządowe. Był ministrem do spraw prezydium rządu (1954–1956), ministrem komunikacji i robót publicznych (1956–1958), ministrem spraw wewnętrznych (1961–1963). W 1967 zajmował stanowisko ministra zabezpieczenia społecznego i bezpieczeństwa publicznego. W tym czasie doszło do przewrotu wojskowego i przejęcia władzy przez juntę czarnych pułkowników. Początkowo uniknął zatrzymania, próbował wówczas zmobilizować przeciwko puczystom część oddziałów wojskowych. W trakcie dyktatury był trzykrotnie aresztowany i więziony, zesłano go też na wyspę Kasos.
Po przemianach politycznych z 1974 dołączył do Nowej Demokracji. Jako bliski współpracownik Konstandinosa Karamanlisa wchodził w skład jego rządów. Pełnił funkcję ministra do spraw prezydium rządu (między 1974 a 1977), ministra edukacji (1976–1977), ministra koordynacji (1977–1978) i ministra spraw zagranicznych (1978–1980). W 1974, 1977, 1981 i 1985 uzyskiwał mandat posła do Parlamentu Hellenów.
W maju 1980 został nowym premierem w miejsce Konstandinosa Karamanlisa, który objął urząd prezydenta. Stanął wówczas również na czele Nowej Demokracji, wygrywając z Ewangelosem Awerofem. Z rządu odszedł w październiku 1981, gdy ND przegrała kolejne wybory z socjalistami. Zakończył w tym samym roku pełnienie funkcji przewodniczącego partii, gdy nie uzyskał wotum zaufania.
W czerwcu 1989 nie kandydował w kolejnych wyborach po konflikcie wewnątrz partii (od 1987 był posłem niezrzeszonym). Na zaproszenie Konstandinosa Mitsotakisa wystartował z powodzeniem w kolejnych przedterminowych wyborach z listopada 1989. Mandat utrzymał również w głosowaniu z 1990, składając go na kilka miesięcy przed końcem kadencji w 1993.